# Talpina - Brentonico
Talpina - Brentonico este o arie protejată (arie specială de conservare — SAC, sit de importanță comunitară — SCI) din Italia întinsă pe o suprafață de 241 ha, integral pe uscat.

## Localizare
Centrul sitului Talpina - Brentonico este situat la coordonatele 45°49′36″N 10°59′18″E / 45.8267°N 10.9884°E.

## Înființare
Situl Talpina - Brentonico a fost declarat sit de importanță comunitară în septembrie 1996 pentru a proteja 21 de specii de animale. Situl a fost protejat și ca arie specială de conservare în martie 2014.

## Biodiversitate
Situată în ecoregiunea alpină, aria protejată conține 6 habitate naturale: Păduri de Castanea sativa, Grohotișuri termofile și vest-mediteraneene, Pajiști uscate seminaturale și facies de acoperire cu tufișuri pe substraturi calcaroase (Festuco-Brometalia) (* situri importante pentru orhidee), Pante stâncoase calcaroase cu vegetație casmofită, Fânețe de joasă altitudine (Alopecurus pratensis, Sanguisorba officinalis), Pajiști carstice calcaroase sau bazofile, de Alysso-Sedion albi.
La baza desemnării sitului se află mai multe specii protejate:
- păsări (19): uliu păsărar (Accipiter nisus), șorecarul comun (Buteo buteo), cuc (Cuculus canorus), muscar negru (Ficedula hypoleuca), frunzăriță galbenă (Hippolais icterina), Hippolais polyglotta, capîntortură (Jynx torquilla), sfrâncioc roșiatic (Lanius collurio), privighetoare (Luscinia megarhynchos), gaia neagră (Milvus migrans), muscar sur (Muscicapa striata), viespar (Pernis apivorus), codroșul de pădure (Phoenicurus phoenicurus), pitulice sfârâitoare (Phylloscopus sibilatrix), pitulice-fluierătoare (Phylloscopus trochilus), turturică (Streptopelia turtur), silvie de zăvoi (Sylvia borin), silvie de câmp (Sylvia communis), pupăză (Upupa epops)
- nevertebrate (2): croitorul mare al stejarului (Cerambyx cerdo), rădașcă (Lucanus cervus)

Pe lângă speciile protejate, pe teritoriul sitului au mai fost identificate 47 de specii de plante, 2 specii de amfibieni, 1 specie de mamifere, 5 specii de reptile.